# 150P/LONEOS
150P/LONEOS, komet Jupiterove obitelji.